# КТМ-4С
КТМ-4С — проект шестиосного двухсекционного высокопольного моторного трамвайного вагона, разрабатывавшийся в 1960-е годы Усть-Катавским вагоностроительным заводом им. С.М. Кирова.

## Описание
В 1960-е годы темпы урбанизации в СССР значительно увеличились, и для крупных городов был необходим общественный транспорт с большой провозной способностью, поэтому в 1964 году Совет министров СССР поручил УКВЗ разработать сочлененный трамвайный вагон.
Новой разработке была присвоена модель КТМ-4С. За основу проектируемого вагона был взят выпущенный в 1962 году трамвайный поезд КТМ/КТП-3, которому был добавлен узел сочленения. За счет этого увеличивалась полезная площадь вагона и увеличивалась максимальная пассажировместимость до 198 человек, что должно было увеличить провозную способность трамвайных линий, где эксплуатировались бы данные поезда до 10400 пассажиров в час при пропуске на транспортной линии 80 вагонов КТМ-4С в час.
Однако почти сразу разработка проекта шестиосного вагона КТМ-4С остановилась, поскольку реализовать его в металле УКВЗ не мог из-за неготовности производственных мощностей к выпуску сочлененных трамвайных вагонов.